# Bomolocha coatalis
Bomolocha coatalis là một loài bướm đêm trong họ Noctuidae.